# Swiss Open 2025
Swiss Open Gstaad 2025 (cunoscut și ca EFG Swiss Open Gstaad din motive de sponsorizare) a fost un turneu de tenis masculin care s-a jucat pe terenuri cu zgură, în aer liber. A fost cea de-a 57-a ediție a Swiss Open și turneu de nivel ATP 250 din Circuitul ATP 2025. S-a desfășurat la Roy Emerson Arena din Gstaad, Elveția, în perioada 14–20 iulie.

## Campioni

### Simplu
Pentru mai multe informații consultați Swiss Open 2025 – Simplu

### Dublu
Pentru mai multe informații consultați Swiss Open 2025 – Dublu

## Puncte și premii în bani

### Distribuția punctelor
| Probă  | Câștigător | Finalist | Semifinalist | Sfertfinalist | Runda 2 | Runda 1 | Q   | Q2  | Q1  |
| Simplu | 250        | 165      | 100          | 50            | 25      | 0       | 13  | 7   | 0   |
| Dublu  | 250        | 150      | 90           | 45            | 20      | 0       | N/A | N/A | N/A |

### Premii în bani
| Probă  | Câștigător | Finalist | Semifinalist | Sfertfinalist | Runda 2  | Runda 1 | Q2      | Q1      |
| Simplu | 90.675 €   | 52.890 € | 31.090 €     | 18.015 €      | 10.460 € | 6.390 € | 3.200 € | 1.745 € |
| Dublu* | 31.530 €   | 16.940 € | 9.910 €      | 5.500 €       | 3.240 €  | N/A     | N/A     | N/A     |

*per echipă